# Sidney De Paris
Sidney De Paris (né le 30 mai 1905 à Crawfordsville dans l'Indiana ; mort le 13 septembre 1967 à New York) était un trompettiste américain de jazz.
Il joue avec le groupe Paradise Ten de Charlie Johnson's (1926-1931), avec Don Redman (1932-1936 et 1939), Zutty Singleton (1939-1941), Benny Carter (1940-41) et Art Hodes (1941). Il participe aux enregistrements des Panassie sessions en 1938. En 1939, il enregistre avec Jelly Roll Morton et en 1940 avec Sidney Bechet.
« Un des plus grands trompettistes que le jazz ait connu », qui excelle dans tous les registres, et qui est aussi « un formidable orateur du blues ».
Il est le frère de Wilbur De Paris (1900-1973).

## Discographie sélective
- 1951 : The Fabulous Sidney Bechet and His Hot Six With Sidney De Paris (Blue Note BLP 7020)